# Bavet
Bavet is een Belgische keten van spaghettirestaurants. De keten heeft 14 vestigingen in België. 

## Geschiedenis
Peter Van Praet opende in 2015 een eerste vestiging van Bavet in Gent, in het pand waar in het verleden café In Den Hemel gevestigd was. In 2016 opende Bavet een tweede vestiging in Gent, op de hoek van de Verlorenkost en de Nederkouter. In datzelfde jaar opende Bavet zijn eerste zaak buiten Gent, meer bepaald in de Tiensestraat in Leuven.
In 2017 verdubbelde Bavet zijn aantal vestigingen van drie naar zes: in Antwerpen opende het restaurant vestigingen in de Nationalestraat en het Van Schoonbekeplein, in Brussel vestigde de zaak zich aan het Sint-Katelijneplein. In 2018 volgde een tweede Brusselse vestiging op de Boondaalsesteenweg in Elsene. In 2019 klokte Bavet af op tien vestigingen dankzij openingen aan de Hooiaard in Gent, aan het Simon Stevinplein in Brugge en in de Baljuwstraat in Elsene.
In het eerste lustrumjaar van de zaak verruimde Bavet zijn grenzen door een eerste vestiging in het buitenland te openen (Maastricht), alsook een eerste zaak in Wallonië (Luik). Een jaar later lanceerde de zaak met de Bavet Kiosk in Station Leuven een nieuw concept. Daardoor kwam de teller op het einde van het kalenderjaar 2021 op zestien vestigingen te staan, want dat jaar opende Bavet ook zijn deuren op de Ijzerenleen in Mechelen, op de Zuivelmarkt in Hasselt en in de Stationsstraat in Kortrijk.
Uitgerekend in 2022, het jaar waarin Bavet een samenwerking aanging met de Nederlandse chef-kok Nick Bril, sloot de vestiging in Maastricht de deuren. Het was de eerste keer dat een restaurant van Bavet de deuren sloot. Het jaar 2022 werd dus afgesloten met zestien restaurants, want dat jaar had Bavet een zeventiende vestiging geopend nabij het Kursaal Oostende. Het jaar 2022 was het laatste jaar met oprichter Peter Van Praet als CEO: de dertiger gaf na ruim zeven jaar de fakkel door aan Mike Thumas.
Anno 2025 heeft Bavet veertien vestigingen: in 2023 opende er nog een zaak in Sint-Martens-Latem, maar sloot de vestigingen in Hasselt, Luik en op de Boondaalsesteenweg in Elsene.